# Nusrat al-Din Shah Muzaffar
Nusrat al-Din Shah Muzaffar (nascut 1325, mort juliol de 1353) fou un príncep muzaffàrida, fill gran de Mubariz al-Din Muhàmmad.
Encara molt jove va participar en les operacions per a la conquesta del Kirman amb el seu pare (1340) i el 1341 va combatre a grups organitzats de lladres d'ètnia àrab que operaven a la comarca de Rafjsanjan, als quals va derrotar.
El 8 de juny de 1343 va tenir el seu primer fill, Mubariz al-Din Shah Yahya. Aquell mateix mes de juny de 1343 es va lliurar batalla a Na’in entre el cobànida Malik Ashraf i Shah Muzaffar (aquest amb recolzament del seu parent Shah Sultan). Malik Ashraf fou derrotat i es va retirar cap a Sultaniya, on va reunir un nou exèrcit per envair Fars. Es trobava a Kirman amb el seu pare, quan l'injúida Abu-Ishaq Jamal-ad-Din va entrar a Yadz sense resistència el 1348; va tornar a marxes forçades i va cridar als seus fills, que estaven a Maybud, prop de Yadz, amb altres membres de la família i van establir una guarnició a la ciutat reforçant les fortificacions. Abu Ishaq va enviar tropes a Maybud que foren derrotades; llavors hi va enviar vint mil homes, que tampoc no van aconseguir el propòsit de conquerir Maybud i finalment es va acordar la pau.
El 1350 Abu Ishaq amb 12.000 homes va assetjar Yadz, Shah Muzaffar i els seus fills van participar en la defensa i el injúida no va aconseguir conquerir-la i es va haver de retirar. No obstant la fam va fer estralls a la ciutat assetjada, durant i després del setge. Poc després d'aixó, l'amir Beg Jakaz, que havia servit al cobànida Malik Ashraf, va abandonar el servei d'aquest i es va oferir a Abu Ishaq, que el va nomenar comandant en cap del seu exèrcit (1351) que calia reorganitzar després del recent fracàs a Yadz. Sota el comandament de Jakaz i de l'amir Kaykubad ibn Kay-Khusraw, l'exèrcit injúida va entrar al Kirman. Mubariz va cridar als seus fills i Muzaffar hi va anar des de Yadz, arribant a Rafsanjan (1352). La batalla es va lliurar a Panj Angusht (juny/juliol de 1352), i després d'una lluita ferotge, Jakaz fou derrotat i es va retirar cap a Siraz. Muzaffar va participar al costat del seu pare en aquesta batalla.
A principis de 1353 Shah Muzaffar va actuar com a mediador amb Abu Ishaq, assetjat Shiraz. Durant el setge de Shiraz Shah Muzaffar es va posar malalt; els metges no van saber com curar-lo i encara que es van fer tots els esforços, va acabar morint el juliol de 1353.
Va deixar quatre fills: Shah Yahya, Shah Mansur, Shah Husayn i Shah Ali.